# Gonorré
Gonorré, også kaldet dryppert, er en almindelig kønssygdom, der skyldes en bakterie, Neisseria gonorrhoeae, (på dansk:gonokokken). Gonorré smitter først og fremmest ved seksuel kontakt uden kondom. Gonorré findes i kønssekreter, som f.eks. præsperm, sperm og skedesekret, og smitter når disse væsker kommer i forbindelse med en slimhinde. Slimhinder findes f.eks. i urinrøret, i skeden og i endetarmen. Gonorré smitter derfor ved samleje i skeden, endetarm og ved oralsex. Gonorré smitter ikke ved kys. Fra man bliver smittet, og til det første symptom kommer, går der typisk få dage, men til tider 2-3 uger. Kun 50% af smittede kvinder udvikler symptomer.
Mødre med gonorré kan smitte deres børn under fødslen. De smittede børn kan udvikle en voldsom øjenbetændelse, der kan medføre blindhed, hvis den ikke behandles. Tidligere var medfødt gonorré den vigtigste årsag til blindhed hos børn i den vestlige verden. For at forhindre dette fik nyfødte forebyggende dryppet deres øjne med lapis (sølvnitrat). Denne forebyggende behandling blev stoppet i 1985. Nu behandler man kun, hvis der opstår øjenbetændelse.

## Antallet af tilfælde
Antallet af gonorré-tilfælde i Danmark har været omkring 400-500 og er i 2010 steget til over 600. Ca. en tredjedel af disse blandt mænd, der har sex med mænd. Sygdommen er siden 2007 i stigende grad blevet konstateret blandt unge heteroseksuelle danskere. Gennemsnitsalderen for kvinder er 23 år (16-47 år) og for mænd 29 år (16-69 år). I USA er der omkring 700.000 tilfælde om året.

## Symptomer
Gonorré giver i mange tilfælde ingen symptomer – eller meget lette symptomer. Symptomerne for gonoré minder om symptomerne for klamydia. 50% af smittede kvinder får ingen symptomer, mens symptomramte kvinder bl.a. kan opleve kraftigt gulligt udflåd fra skede eller urinrør, svie ved vandladning (”tisse glasskår”) samt eventuelle pletblødninger fra skeden. Hos mændene oplever mellem 20-30% slet ingen symptomer, mens symptomramte mænd kan opleve kraftigt gulligt udflåd fra urinrør, svie ved vandladning (”tisse glasskår”) samt eventuelle hævelser og smerter i pungen (betændelse i bitestiklerne).
Gonorré kan også sætte sig i munden, hvilket kan give let halsbetændelse efter cirka en uge og ved gonoré i endetarmen kan dette give svie, kløe eller blødninger fra endetarmen.

## Diagnose
Man kan teste for gonorré ved en podning fra urinrøret, endetarmen og svælget (munden). Kvinder får også taget en podning fra livmoderhalsen. Testen kan laves en uge efter formodet smitte.

## Behandling
Gonorré kureres nogle gange nemt med antibiotika, men en ny resistent type vil formodentlig brede sig fra Japan. Typisk behandles der med et ceftriaxon, da gonokokker ofte er resistente overfor penicilliner og fluorquinoloner. Ceftriaxon gives som injektion.
Hvis man bliver smittet med gonorré, og man ikke bliver behandlet, kan det have alvorlige følger. Kvinder kan få underlivsbetændelse, der kan føre til ufrivillig barnløshed, større risiko for graviditet uden for livmoderen og kroniske underlivssmerter. Mænd kan få betændelse i bitestiklerne.

## Antibiotikaresistens
Der er de sidste 70 år sket en forudsigelig og bekymrende udvikling med fremkomsten af antibiotikaresistente bakterier, og i 2011 er gonorrébakterien blevet multiresistent. Den multiresistente gonoré findes i Japan og kan ikke kureres med cephalosporin, der ellers var lægernes sidste middel mod bakterien.

## Oprindelse
Gonorré er en gammel kendt sygdom og er beskrevet i Bibelen i en passage fra ca. år 1200 f.vt. Lidelsen regnes for en zoonose, altså en sygdom, som er overført til mennesket ved kontakt til dyr, i dette tilfælde til kvæg,  vel engang i sten- eller bronzealderen.